# Indalmus liuchungloi
Indalmus liuchungloi es una especie de coleóptero de la familia Endomychidae.

## Distribución geográfica
Habita en Yunnan (China).